# حامول ثلاثي القلم
حامول ثلاثي القلم (الاسم العلمي:Cuscuta trichostyla) هو نوع من النباتات يتبع جنس الحامول من الفصيلة المحمودية.